# Province de Diguillín
La province de Diguillín est la province plus grande de la région de Ñuble. Sa capital es la commune de Bulnes.

## Communes
- Bulnes
- Chillán
- Chillán Viejo
- El Carmen
- Pemuco
- Pinto
- Quillón
- San Ignacio
- Yungay

## Administration

### Gouverneur provincial
- Paola Becker Villa (RN) - Depuis le 6 septembre 2018.

### Maires
| Commune       | Maire                            |
| ------------- | -------------------------------- |
| Bulnes        | Jorge Hidalgo Oñate (IND./Poder) |
| Chillán       | Sergio Zarzar Andonie (RN)       |
| Chillán Viejo | Felipe Aylwin Lagos (PS)         |
| El Carmen     | José San Martín Rubilar (PDC)    |
| Pemuco        | Jhonsonn Guíñez Núñez (RN)       |
| Pinto         | Manuel Guzmán Aedo (UDI)         |
| Quillón       | Alberto Gyhra Soto (RN)          |
| San Ignacio   | Osiel Soto Lagos (UDI)           |
| Yungay        | Rafael Cifuentes Rodríguez (PS)  |